# Bug
Bug (с англ. — «Жук») — третий студийный альбом американской альтернативной рок-группы Dinosaur Jr., выпущенный 31 октября 1988 года лейблом SST Records. В Великобритании и Австралии альбом выпускался лейблами Blast First и Au Go Go Records. Альбом был записан и спродюсирован фронтменом Джеем Маскисом, в студии Fort Apache звукоинженерами Полом К. Колдери и Шон Слейд. Это последний альбом, в записи которого участвовал бас-гитарист группы Лу Барлоу до выхода альбома Beyond 2007 года.
Несмотря на то, что Bug полюбился многим фанатам Dinosaur Jr., Джей Маскис сказал, что это его наименее любимый альбом. В 2005 году альбом был переиздан лейблом Merge Records. Песня «Keep the Glove», включенная в данное переиздание, которая отличается от версии на стороне «Б» сингла «Freak Scene» или сборника Fossils.
Альбом был в целом принят положительно. Bug занял 1-е место в независимом чарте Великобритании и проведший в нем 38 недель. В поддержку альбома был выпущен сингл «Freak Scene»: он занял седьмое место в UK Indie Chart и провёл там в общей сложности 12 недель.

## Об альбоме
Маскис назвал Bug своим наименее любимым альбомом группы. В интервью в 2005 году, после реформирования первоначального состава, он сказал: 

Bug — моя наименее любимая из всех наших записей. Мне нравятся некоторые песни, но, не знаю, наверное, мне действительно не нравится их атмосфера.

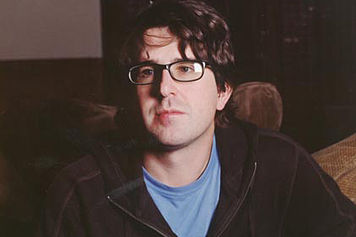
У Маскиса и Барлоу были личностные конфликты на протяжении всего раннего существования Dinosaur Jr., и после выпуска альбома Bug и первого тура в его поддержку Барлоу выгнали из группы

Несмотря на успех альбома, напряжённость между Маскисом и Барлоу начала мешать продуктивности группы, и в 1989 году, после гастролей в поддержку Bug, Барлоу был выгнан из группы. Теперь Барлоу сосредоточил всё своё внимание на бывшем сайд-проекте Sebadoh. «The Freed Pig», вступительная композиция на альбоме Sebadoh III 1991 года, документирует разочарование Барлоу Маскисом и чувство, что с ним плохо обращаются в группе.

## Музыка
Bug был похож по музыкальному стилю на You're Living All Over Me (1987 г.), с сохранением контраста между чрезвычайно искажёнными инструментами и мелодичными вокальными партиями, как и уникальное сочетание музыкальных влияний группы. Однако на этот раз мелодий было ещё больше, а структура песен была более традиционной. Маскис демонстрировал ещё более жёсткий контроль над звучанием группы, исполняя ведущий вокал во всех песнях, кроме одной — «Don’t», и сочиняя партии для Мёрфа и Лу. Единственный ведущий вокал Барлоу был на последнем треке альбома, в котором звучала перегруженная бэк-дорожка в стиле нойз-рока, а Барлоу кричал: «Why don’t you like me?» (с англ. — «Почему я тебе не нравлюсь?»).

## Продвижение
Группа отправилась в австралийское турне, вместо ушедшего Лу Барлоу играла Донна Дреш. В 1990 году группа выпустила новый сингл «The Wagon» на Sub Pop — их первый релиз после ухода Барлоу. В сингле был представлен недолговечный состав, включающий гитариста Дона Флеминга и барабанщика Джея Шпигеля из группы Gumball, в дополнение к Джею Маскису и Мёрфу.

## Критический приём
| Оценки критиков               | Оценки критиков |
| Источник                      | Оценка          |
| ----------------------------- | --------------- |
| AllMusic                      | [ 3 ]           |
| Drowned in Sound              | 4.5/5           |
| Entertainment Weekly          | A−              |
| Mojo                          | [ 11 ]          |
| Paste                         | [ 12 ]          |
| Pitchfork                     | 7.3/10          |
| PopMatters                    | 8/10            |
| Spin Alternative Record Guide | 8/10            |
| Stylus Magazine               | A               |
| Uncut                         | [ 16 ]          |

Альбом в целом был хорошо принят критиками. В благоприятном обзоре для AllMusic Стивен Томас Эрлевайн описал композицию «Freak Scene» как «шедевр» альбома и высказал мнение, что «хотя бо́льшая часть альбома прочно расположена в растянутом, шумном метал-слиянии хард-рока и авангардного нойза, альбом Bug также демонстрирует, что Джей Маскис обладает талантом к извилистому фолк-року. Как и его предшественник, песни на Bug довольно неравномерны, но это действительно важный шаг вперёд для Маскиса».
В своей рецензии 2005 года для Drowned in Sound Майк Дайвер сказал об альбоме следующее: «написание песен увеличилось в десять раз с тех пор, как You’re Living All Over Me, Барлоу и Маскис действительно начали напрягать мышцы серого вещества. Но на самом деле, если вам нравится музыка — будь то гранж, инди, панк, что угодно — вам это понравится. Период. Иди уже потрать немного денег». Наградив альбом 4 звездами из 5, в обзорной статье 108 выпуска Mojo писали: «Bug знаменует появление Маскиса, пишущего наизусть. В применении к такой диковинно великой песне, как „Freak Scene“, его навыки всё ещё сверкали…».
Альбом Bug включен в книгу «Тысяча и один музыкальный альбом, который стоит прослушать, прежде чем вы умрёте». На сайте «Beats Per Minute» альбом поставили его на 41-е место среди лучших альбомов 1980-х годов.

## Список композиций
Слова и музыка всех песен — Джей Маскис.
| №                   | Название            | Длительность |
| ------------------- | ------------------- | ------------ |
| 1.                  | «Freak Scene»       | 3:36         |
| 2.                  | «No Bones»          | 3:43         |
| 3.                  | «They Always Come»  | 4:37         |
| 4.                  | «Yeah We Know»      | 5:24         |
| 5.                  | «Let It Ride»       | 3:37         |
| 6.                  | «Pond Song»         | 2:53         |
| 7.                  | «Budge»             | 2:32         |
| 8.                  | «The Post»          | 3:38         |
| 9.                  | «Don't»             | 5:41         |
| Общая длительность: | Общая длительность: | 35:24        |

| №                   | Название            | Длительность |
| ------------------- | ------------------- | ------------ |
| 10.                 | «Keep the Glove»    | 2:52         |
| Общая длительность: | Общая длительность: | 38:26        |

## Участники записи
| Dinosaur Jr. - Джей Маскис — вокал, гитара, продюсер - Лу Барлоу — вокал («Don’t»), бас-гитара - Мёрф — барабаны | Производственный персонал - Шон Слейд — звукоинженер - Пол К. Колдери — звукоинженер - Маура Джаспер — художественное оформление |

## Чарты

### Синглы
| Год  | Название      | UK Indie Chart |
| ---- | ------------- | -------------- |
| 1988 | «Freak Scene» | 7              |